# Геолого-географічний факультет Софійського університету
Геолого-географічний факультет Софійського університету (болг. Геолого-географският факултет) — структурний підрозділ Софійського університету імені Святого Климента Охридського, який існує з 1963 року.

## Структура факультету

### Кафедри
На факультеті працює 9 кафедр:
- кафедра географії туризму
- кафедра геології, палеонтології і горючих корисних копалин
- кафедра мінералогії, петрології і корисних копалин
- кафедра регіональної і політичної географії
- кафедра соціально-економічної географії
- кафедра ландшафтної екології та охорони навколишнього середовища
- кафедра картографії і ГІС
- кафедра кліматології, гідрології і геоморфології
- кафедра регіонального розвитку

### Деканат
Склад адміністрації географічного факультету:
- Декан — Климент Найденов

## Відомі викладачі
- проф. Анастас Іширков
- проф. Жеко Радев
- проф. Дімітр Яранов
- проф. Христо Пімпірев
- проф. Румен Пенін